# رباط مثلثي أيسر للكبد
الرباط المثلثي الأيسر للكبد، عبارة عن ثنية ذات حجم كبير تربط الجزء الخلفي من السطح العلوي للفص الأيسر للكبد بالحجاب الحاجز. وتمتد الطبقة الأمامية  للرباط مع الطبقة اليسرى من الرباط المنجلي. 

## صور إضافية

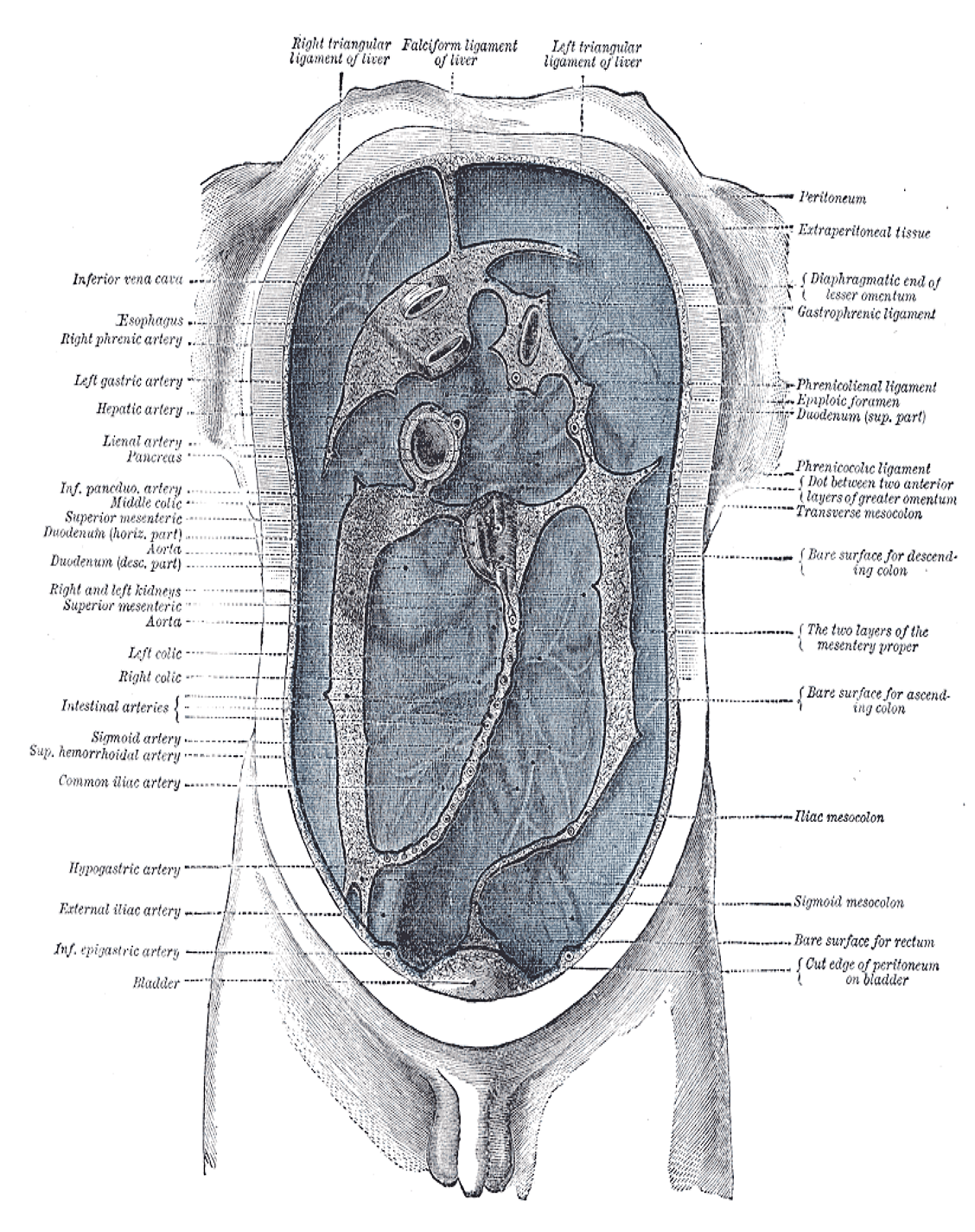
رسم بياني يُظِهر الخطوط التي يتركها الصفاق في جدار البطن لتغليف الأحشاء.
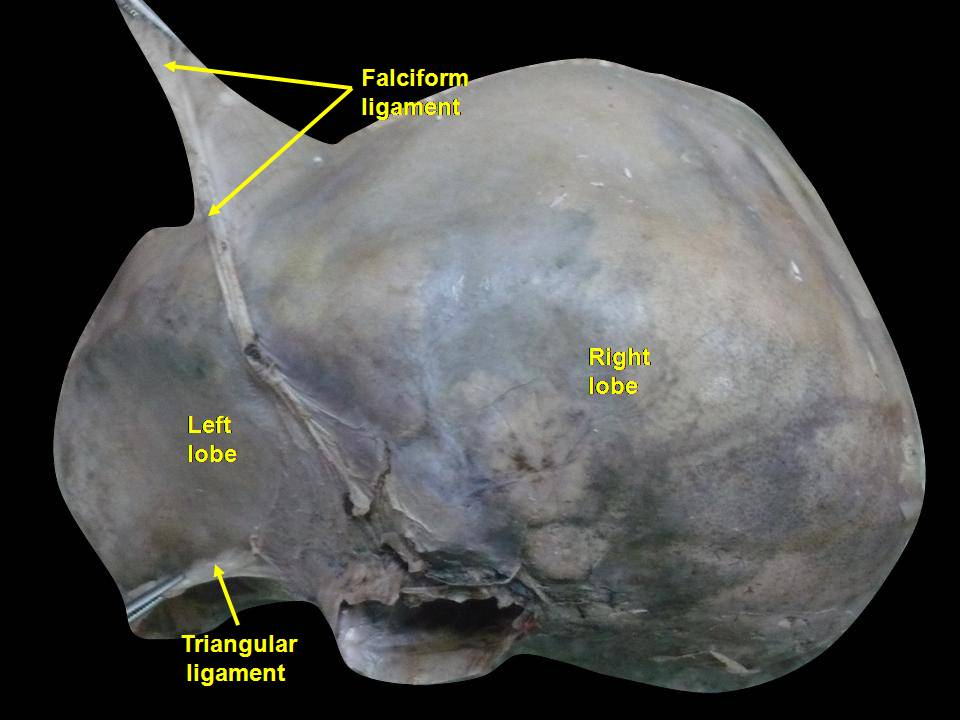
منظر علوي لسطح الكبد يُظِهر الرباط المثلثي الأيسر.
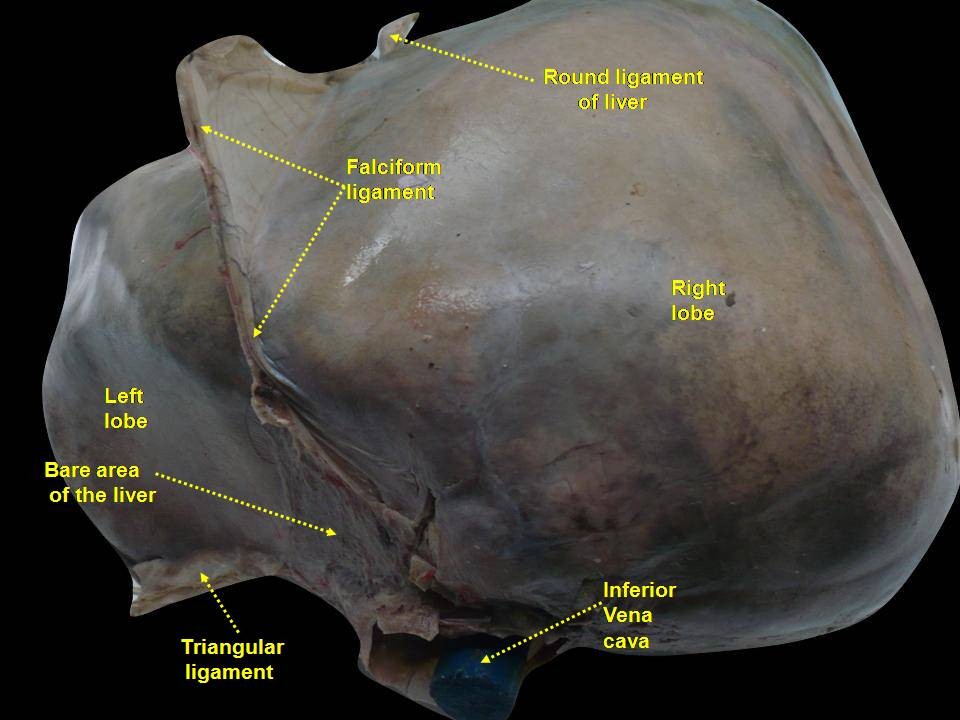
صورة تُظِهر سطح الحجاب الحاجز للكبد والرباط الثلاثي.

## روابط خارجية
- درسٌ تشريحي حول liver مُعدٌ بواسطة ويسلي نورمان (جامعة جورجتاون). (liversuperior)
- صور تشريحية:38:10-0103 في مركز داونستيت الطبي التابع لجامعة نيويورك - "Stomach, Spleen and Liver: Ligaments of the Liver"
- صور تشريحيَّة:7872 على موقع مركز سوني دونستات الطبي.